# Церковь Святого Иакова (Канакер)
Церковь Святого Иакова Низибийского или Церковь Сурп Акоп (арм. Սուրբ Հակոբ Եկեղեցի) — армянский храм, расположенный в Ереване, в районе Канакер-Зейтун (Канакер). Недалеко от этой церкви, к северо-западу на холме расположена Церковь Святой Богородицы (Сурб Аствацацин), откуда открывается вид на церковь Святого Иакова.

## История
Церковь Святого Иакова была выстроена на месте одноимённой церкви, разрушенной в 1679 году землетрясением. Восстановление храма состоялось благодаря тбилисскому богатому армянину Акопяну, а также стараниям местных жителей. В 1868 году при церкви была открыта епархиальная школа имени святого Саака Партева, которой заправлял архимандрит Месроп Смбатянц. В годы существования Армянской ССР церковь была закрыта и переоборудована в склад, но в 1990 году снова была открыта и реконструирована на государственные средства. 7 октября 2004 года по распоряжению премьер-министра Андраника Маргаряна церковь включена в Государственный список недвижимых памятников истории и культуры города Еревана и Перечень недвижимых историко-культурных памятников города Еревана под номером 1.12 / 6.
Церковь Святого Иакова в Канакере является одной из тех церквей, где организуются панихиды и где священник может ставить гроб с телом умершего и совершать чин погребения по своему усмотрению (другой ереванской церковью является церковь Святого Георгия в Норагавите).

## Архитектура
Церковь Святого Иакова — трёхнефвная базилика с единым куполом, который размещается рядом с центром на двускатной крыше. С южной и западной сторон есть два входа. Изысканно вырезанный ход украшает западный фасад, где на стене высечены хачкары, датируемые 1504, 1571 и 1621 годами. Внутри находятся множество фресок с изображениями святых, нанесёнными на две пары колонн в молельном зале и на стены. Одна пара колонн находится в молельном зале, другая — на восточной стороне, там же находится главный алтарь с примыкающими к нему ризницами.

## Галерея

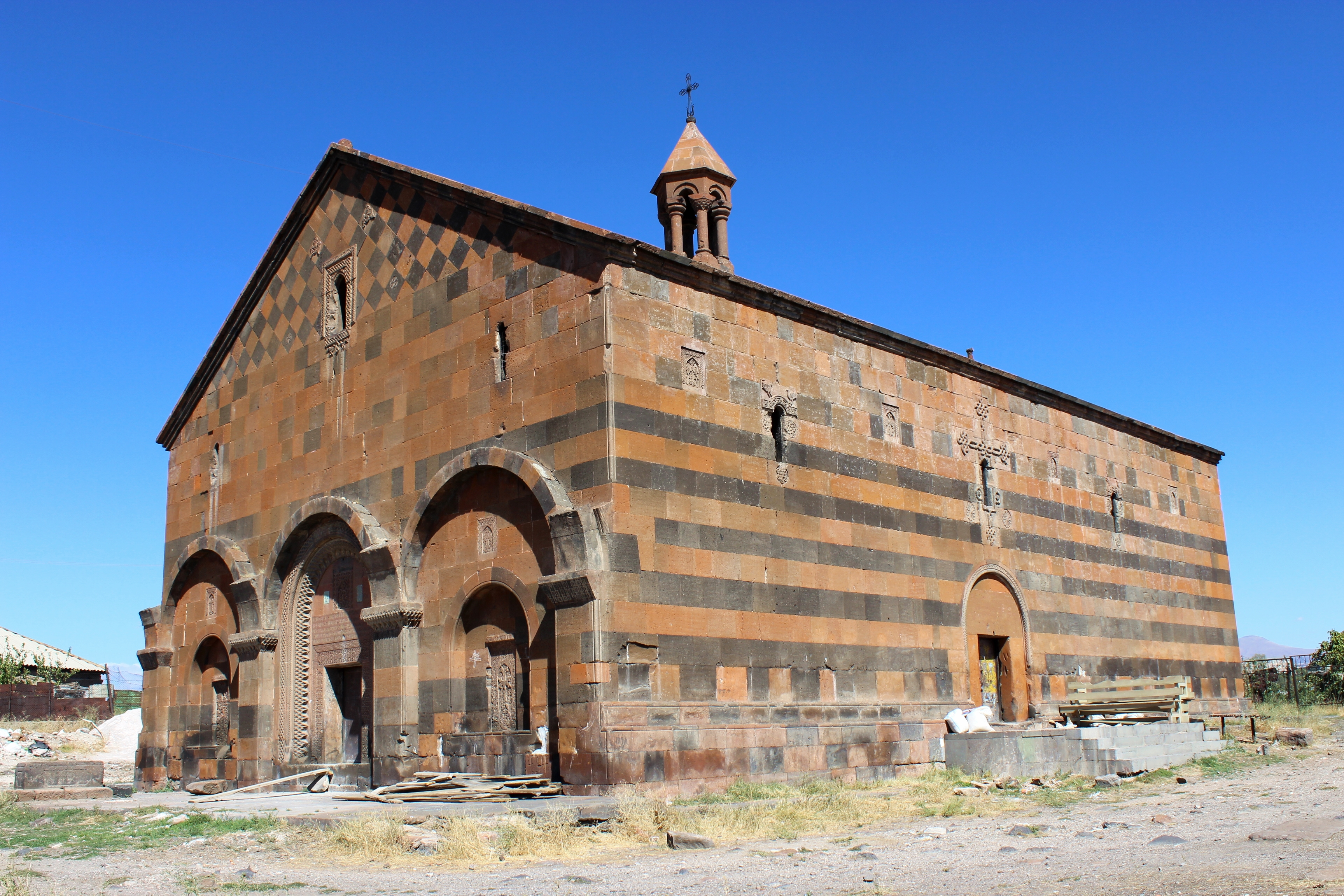
Церковь Святой Богородицы в Канакере
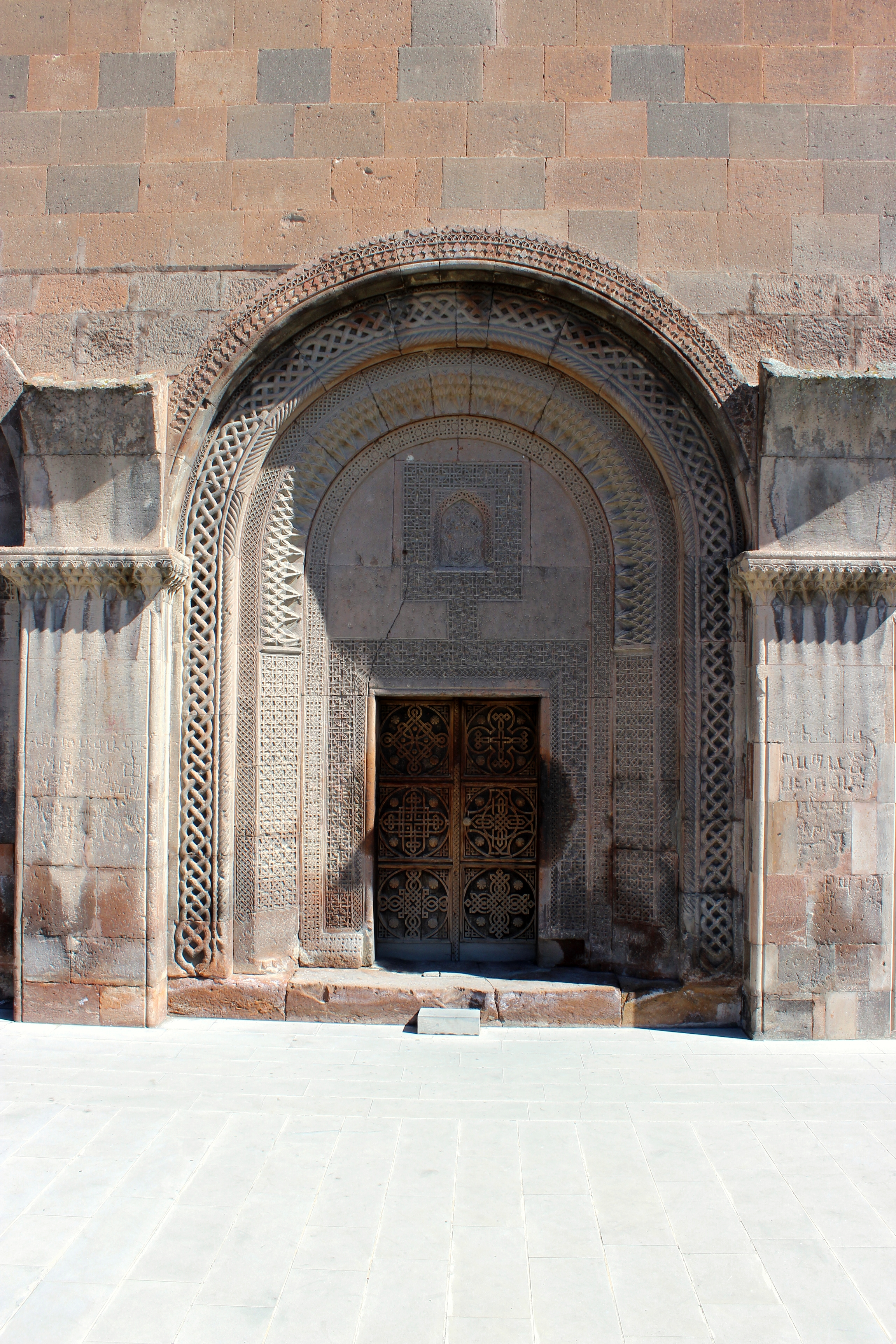
Западный портал
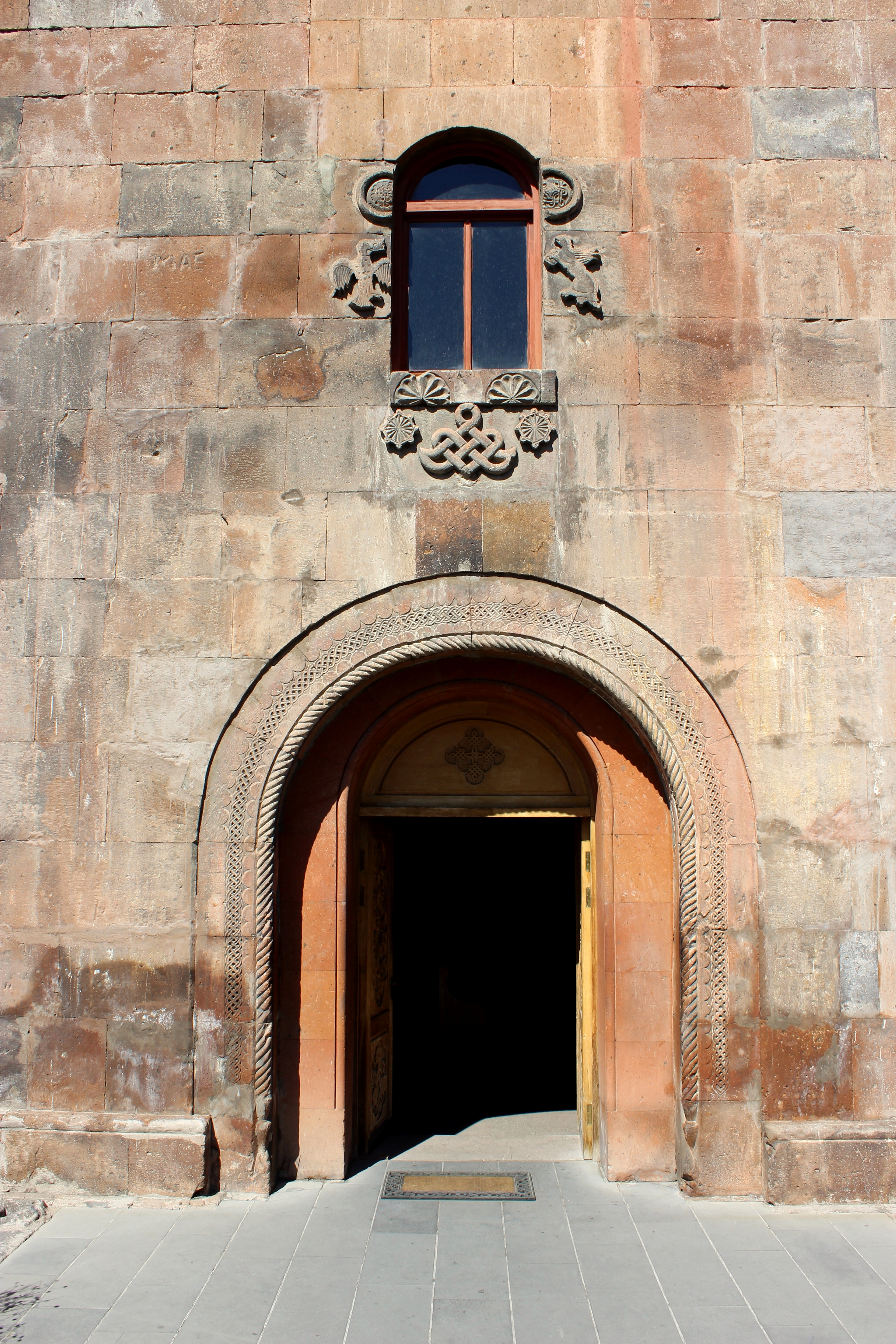
Южный портал
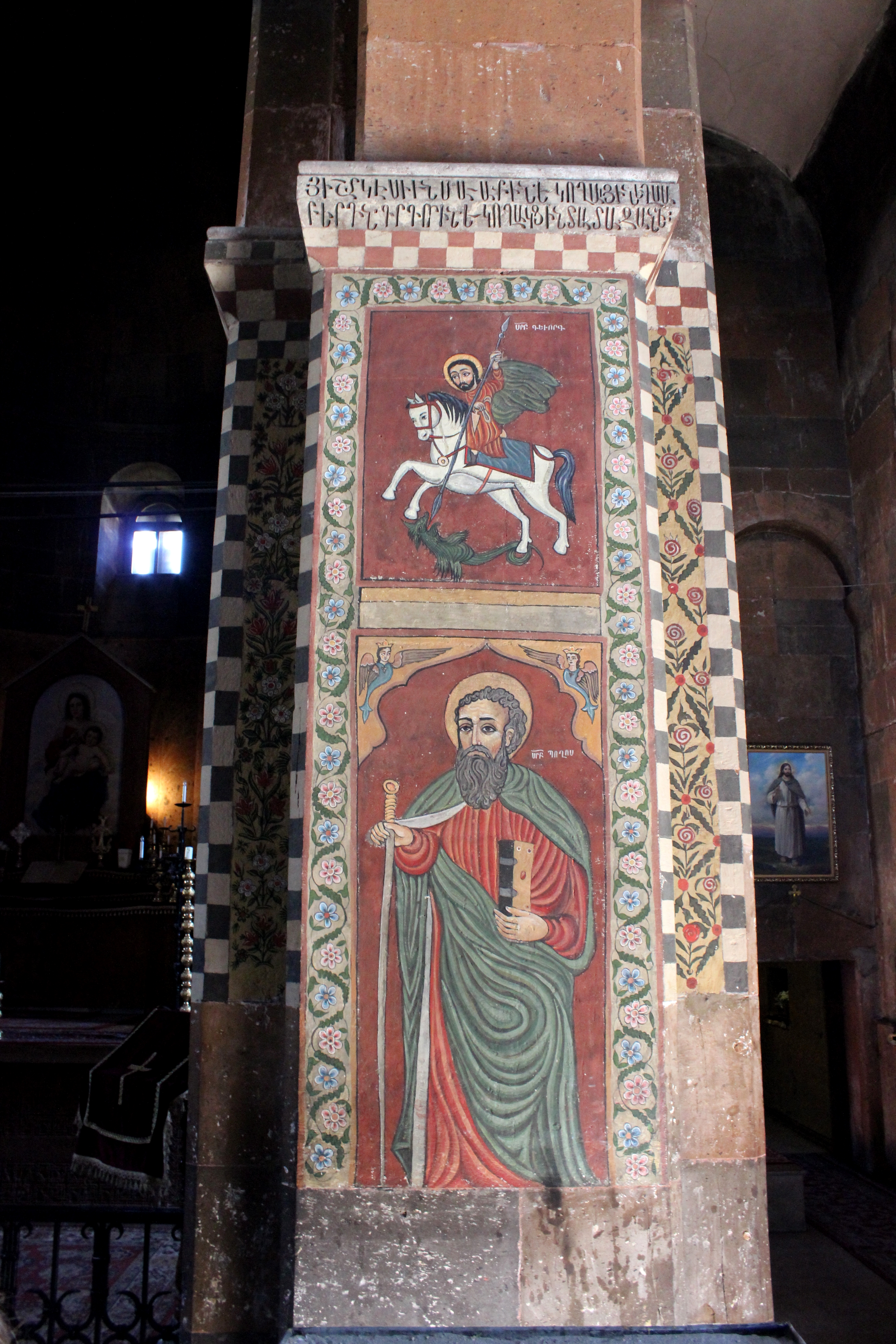
Фрески со Святым Георгием и Апостолом Павлом
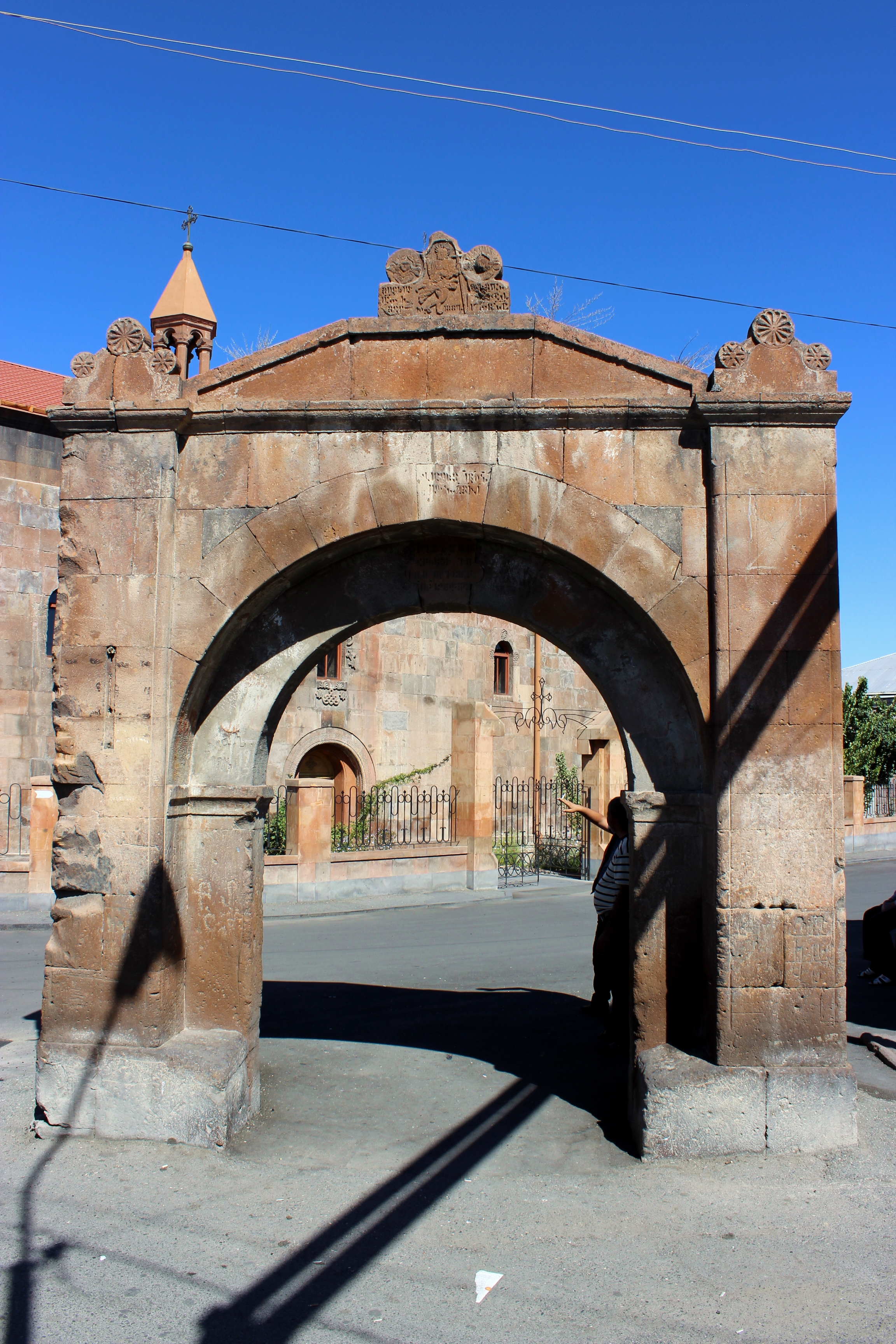
Ворота 1887 года